# Hấp thụ
Hấp thụ trong hóa học là hiện tượng vật lý hay sinh học mà ở đó các phân tử, nguyên tử hay các ion bị hút khuếch tán và đi qua mặt phân cách vào trong toàn bộ chất lỏng hoặc rắn. Khác với quá trình hấp phụ là quá trình mà các phân tử chỉ bám trên bề mặt phân cách pha.
Nếu quá trình hấp thụ vật lý đơn thuần thường tuân theo định luật phân bố Nernst.
Trường hợp hấp thụ chất khí, nồng độ chất khí được tính theo định luật khí lý tưởng c=p/RT hoặc có thể dùng đại lượng áp suất riêng phần thay cho nồng độ.
Trong các quá trình công nghệ quan trọng, hấp thụ hóa học thường được sử dụng thay cho hấp thụ vật lý như: Hấp thụ CO2 bằng NaOH, quá trình này không tuân theo định luật Nernst. Người ta cũng thường sử dụng hấp thụ để tách hỗn hợp khí hoặc điều chế các chất, chẳng hạn nước (H2O) hấp thụ khí sulfur (SO2) sinh ra acid sulfuous (H2SO3).
Ngoài ra khái niệm hấp thụ cũng được sử dụng cho một số lĩnh vực khác như hấp thụ ánh sáng, hấp thụ âm thanh, hấp thụ sóng... là sự tiếp nhận năng lượng của ánh sáng, âm thanh, sóng... bởi toàn bộ khối của môi trường hấp thụ.

## Phương trình
Nếu hấp thụ là quá trình vật lý không (not physical process) đi kèm bởi các quá trình lý hóa khác, nó thường tuân theo định luật phân bố Nernst.